# Murom
Murom (russisk: Му́ром, tr. Murom) er en historisk by i Vladimir oblast i Rusland. Den ligger langs venstre bred af floden Oka, 137 km fra Vladimir, på grænsen til Nisjnij Novgorod oblast. Den er et større jernbaneknudepunkt på Gorkij Jerbanens Moskva-Kasan-linje. Byen har 104.806 (2024) indbyggere.

## Etymologi
Tekst mangler, hjælp os med at skrive teksten

## Historie
I 800-tallet var byen den østligste bosætningen af slavere på grænsen til det finsk-ugriske folk kaldet muromere. Den russiske første krønike nævner den år , og er dermed en af Ruslands ældste byer. 
Mellem 1010 og 1393 var den hovedstad i et separat fyrstedømme, og blandt fyrsterne i Murom var Sankt Gleb, som blev myrdet i 1015 og kanoniseret i 1071, Sankt Konstantin af Murom, og helgenene Peter og Theuronia. Den var også hjemby for Ilja Muromets, en af de mest fejrede østslaviske episke helte.

## Seværdigheder
Frelserklosteret, et af Ruslands ældste, blev først nævnt i 1096, da Oleg af Tsjernigov belejrede det og dræbte Vladimir Monomakhs søn Izjaslav, som er gravlagt i klosteret. I 1552 besøgte Ivan den Grusomme klosteret, og han fik opført en stenkatedral, som senere også fik selskab af andre kirker. 
Treenighedsklosteret, hvor relikvierne af helgenene Peter og Theuronia er udstillet, indeholder en katedral (opført 1642-43), Kazankirken (1652), et klokketårn (1652), en trækirke til St. Sergej, og stenmure. 
Forkyndelsesklosteret blev grundlagt under Ivan den grusomme for at huse relikvierne til lokale fyrster, og indeholder en katedral fra 1664. De to sidstnævnte katedraler, som sandsynligvis er opført af de samme mestre, har meget til fælles med Genopstandelseskirken (1658) i byens centrum. Ganske forskellig fra disse er derimod de teltformede kirker til Kozma og Damian, bygget i 1565 ved bredden af Oka til minde om den russiske erobringen af Kazan.

## Personer fra Murom
- Sergej Mikhajlovitj Prokudin-Gorskij, fotograf, pioner indenfor farvefotografi.
- Vladimir Zworykin, russisk-amerikansk opfinder, kaldet "fjernsynets far".
- Nikita Dobronravoff, en præst for Den russisk-ortodokse kirke, teolog, kirkehistoriker.